# Upplands runinskrifter 615
Upplands runinskrifter 615 är en försvunnen vikingatida runsten som funnits i Tranbygge kvarn, Västra Ryds socken och Upplands-Bro kommun. Stenens höjd är omkring 1,95 meter och dess bredd omkring 0,5 meter.

## Inskriften
Translitterering av runraden:
[sikuiþr · lit · risa staa þansa aft · brusa · faþur sin · kuþ hialbi · ant ans]
Normalisering till runsvenska:
Sigviðr let ræisa stæin þannsa aft Brusa, faður sinn. Guð hialpi and hans.
Översättning till nusvenska:
Sigvid lät resa denna sten efter Bruse, sin fader. Gud hjälpe hans ande.